# 代斯洛赫
代斯洛赫是德国莱茵兰-普法尔茨州的一个市镇。总面积6.37平方公里，总人口367人，其中男性189人，女性178人（2011年12月31日），人口密度58人/平方公里。